# Hip hop cristiano
El hiphop o rap cristiano es una rama de la música del hiphop caracterizada por contener letras basadas en una cosmovisión cristiana. 

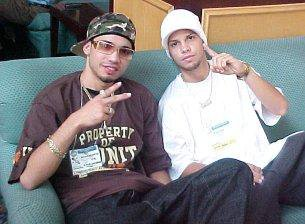
Manny Montes y Bengie, ambos raperos cristianos de Puerto Rico

También se ha caracterizado por una postura defensiva a su heredada filosofía de apropiación cultural, rechazando los orígenes en la resistencia a la opresión y explotación, negando toda conexión con el movimiento global del hiphop cultural.

## Historia
La música hiphop cristiana emergió de las comunidades urbanas en los Estados Unidos en los años 1980, cuando existió casi exclusivamente en pequeñas escenas subterráneas, con la promoción formal mínima de la industria y poca atención convencional. Enfatiza el uso de mensajes positivos y edificantes para promover la fe y las creencias cristianas.
La música hiphop cristiana, mezclando música rítmica y líricas basadas en la fe, surgió por primera vez en el expediente en 1982 con una pista titulada Jesucristo (el evangelio Beat) en Queens, Nueva York por el artista McSweet. El primer álbum cristiano de hiphop llegó gracias al artista Stephen Wiley de Oklahoma, lanzado en 1985 con la pista del título que hacía un golpe en la radio cristiana en 1986. Otros artistas cristianos de la mitad de los años 80 incluyeron P.I.D. (Preachas in Disguise), que grabó ritmos de rock funky, así como JC & the Boys y Michael Peace.
En 1994, TobyMac, Todd Collins y Joey Elwood fundaron el primer sello discográfico cristiano de hiphop, Gotee Records.
En 2004, la fundación del sello Reach Records por los estadounidenses Lecrae y Ben Washer también tuvo una influencia considerable en el desarrollo del hiphop cristiano.
El rap cristiano ha salido casi exclusivamente de las tradiciones protestantes en los Estados Unidos, aunque hay una pequeña escena de rap católico que ha surgido recientemente, y también hay pequeñas escenas de rap cristiano en el Reino Unido, Australia, Brasil, Canadá y muchos otros países donde los cristianos residen y donde la música hiphop es popular.

## Artistas y estilo
Aunque generalmente se describen como raperos cristianos, artistas como Lecrae, Andy Mineo, KB, Trip Lee, Gawvi, Flame, Tedashii, Social Club Misfits, NF, John Givez, Derek Minor y Propaganda se describen como artistas de hiphop que se expresan, y son abiertamente cristianos. Al igual que en el rock cristiano y otros géneros de música cristiana, algunos artistas reciben la bienvenida a ser llamados artistas cristianos, mientras que otros no quieren ser etiquetados como «música cristiana», para no limitar su música al mercado de la música cristiana. Otros han iniciado en este segmento de la industria, y luego cambian al movimiento secular, como Asaiah Ziv, inicialmente conocido como KIDD.
Algunos raperos cristianos han surgido de Atlanta, incluyendo Remnant Militia y D.I.R.T.
Mientras que muchos estudios y artistas notables comparten la influencia en hiphop santo, no solo un estilo domina. El hiphop cristiano ofrece toda la lista convencional de estilos de hiphop, como Midwest (Hostyle Gospel), Costa Oeste (T-Bone) y la Costa Este (BB Jay), Dirty South (Pettidee) y el Rey Wes. Algunos, como DC Talk, incluyen una mezcla de hiphop, rock y música góspel en sus canciones.
El hiphop cristiano también es apreciado y realizado en el Reino Unido, por raperos evangélicos, incluyendo a Jahaziel, Dwayne Tryumf, Guvna B, Triple O, y Sammy G.
También hay artistas latinos como Vico C, Manny Montes, Redimi2, Fermín IV, Funky, Alex Zurdo, Marto, Aposento Alto, Ray Alonso, Apóstoles del Rap, Radikal People, Casdapro, Henry G, La Cuarta Tribu, entre otros. Se le conoce mayormente como «música cristiana urbana».